# Johns (film)
Pour plus de détails, voir Fiche technique et Distribution.
Johns est un film de Noël américain réalisé par Scott Silver, sorti en 1996.
David Arquette et Lukas Haas tiennent les rôles principaux.

## Synopsis
Sur le boulevard de Santa Monica à Los Angeles, la veille de Noël, deux prostitués gays, Donner et John, racolent leurs clients, rêvant d'une chambre d'hôtel dans un grand hôtel et d'un nouveau départ dans la vie.

## Point de vue de la critique
- Jean-Max Méjean[1] : « Sans manichéisme pourtant, sans pathos et sans exhibitionnisme, ce premier film nous livre un amour muet qui ne peut vivre, parce qu'il n'est pas mûr, parce qu'il est condamné par la trivialité de la vie. Comme si John devait renaître à nouveau pour apprendre à aimer, mettant en évidence cette assertion christique : « Ce qui est né de la chair est chair, et ce qui est né de l'Esprit est esprit. […] Il faut que vous renaissiez à nouveau. » (Évangile selon Saint-Jean, III). Allégorie de l'amour, Johns nous rappelle que tous les autres s'appellent Jean, les mêmes souffrances et la même solitude devant le mutisme du divin : comment peut-on naître et mourir à Noël, fête de la lumière solaire, sans évoquer le cycle immense de la vie qui apparaît pour disparaître ? »

## Fiche technique
- Titre : Johns
- Réalisateur : Scott Silver
- Scénario : Scott Silver
- Photographie : Tom Richmond
- Musique : Charles Brown, Danny Caron
- Décors : Amy Beth Silver
- Costumes : Sara Jane Slotnick
- Montage : Dorian Harris
- Pays de production :  États-Unis
- Tournage : 
  - Langues : anglais
  - Prises de vue : 15 mai au 9 juin 1995[2]
  - Extérieurs : Santa Monica Boulevard (Los Angeles)
- Producteurs : Beau Flynn, Stefan Simchowitz
- Productrice associée : Mary Vernieu
- Producteurs délégués : P. Holt Gardner, Dolly Hall (coproductrice déléguée)
- Productrice exécutive : Elyse Katz
- Sociétés de production : Bandeira Entertainment (États-Unis), First Look Pictures (États-Unis)
- Société de distribution : Epicentre Films
- Format : couleur — 35 mm — 1.66:1 — son Dolby
- Genre : drame
- Durée : 92 minutes
- Dates de sortie :
  - Espagne : 10 décembre 1996
  - États-Unis : 31 janvier 1997
  - France : 9 juin 1999
- Mentions CNC : interdit aux -12 ans, Art et Essai (visa d'exploitation no 97898 délivré le 1er septembre 1999)

## Distribution
- David Arquette : John
- Lukas Haas : Donner
- Elliott Gould : Manny
- Arliss Howard : John Cardoza
- Keith David : John sans domicile
- John C. McGinley : Danny Cohen
- Wilson Cruz : Mickey
- Terence Dashon Howard : Jimmy le sorcier
- Richard Kind : Paul Truman
- Christopher Gartin : Eli
- Nicky Katt : Mix
- Richard T. Jones : M. Popper

## BO
- The Promised Land, paroles et musique de Charles Brown et Danny Caron, interprétée par Charles Brown et Danny Caron (1995)
- Worth, paroles, musique et interprétation par Lucky Me (1995, Will Records)
- Somatic Footing Overture, paroles, musique et interprétation par Lucky Me (1995, Will Records)
- Nobody Knows the Trouble I've Seen, paroles, musique et interprétation par Charles Brown (Rounder Records/Ocean Park Music Group)
- Polyphonic Song: Edi Beo Thu Hevene Quene, auteur et interprétation anonymes (Harmonia Mundi)
- Chant Setting: Ite Missa Est, auteur et interprétation anonymes (Harmonia Mundi)
- Annum Per Annum, paroles et musique d'Arvo Pärt, interprétée par Christoph Maria Moosman (1980, New Albion Records)
- Jingle Bells (Vive le vent), traditionnel, paroles et musique de James Pierpont (1857), interprétée par Gene Autry (Columbia Records/Sony Music Licensing)
- Life Lays You Down, paroles, musique et interprétation par Jude
- Black Night, paroles et musique de Jessie Mae Robinson, interprétée par Charles Brown (1951, Rounder Records/Ocean Park Music Group)
- Hymn: Ave Maris Stella, auteur et interpration inconnus (Harmonia Mundi)
- Driftin' Blues, paroles et musique de Charles Brown, Johnny Moore et Eddie Williams, interprétée par Charles Brown (1945, Rounder Records/Ocean Park Music Group)
- Please Come Home for Christmas, paroles et musique de Charles Brown et Gene Redd interprétée par Charles Brown (1960, Gusto Records Inc.)
- Sweet Little Jesus Boy (en), paroles et musique de Robert MacGimsey (1934), interprétée par Keith David et Charles Brown
- Silent Night, Holy Night (Douce nuit, sainte nuit), paroles de Joseph Mohr et musique de Franz Xaver Gruber (1818), chant de Noël interprété a cappella et enregistré à la Manny's House
- Hark! The Herald Angels Sing (en), musique de Felix Mendelssohn (1840)
- Extrait du 4e mouvement Allegro vivace de la Symphonie nº 5, musique de Pyotr Ilyich Tchaikovsky (1888)

## Distinctions
- Festival de San Sebastián 1996 : Prix du meilleur nouveau réalisateur à Scott Silver.